# Erannis erectaria
Erannis erectaria là một loài bướm đêm trong họ Geometridae.